# Hewitt (Wisconsin)
Hewitt es una villa ubicada en el condado de Wood en el estado estadounidense de Wisconsin. En el Censo de 2010 tenía una población de 828 habitantes y una densidad poblacional de 336,87 personas por km².

## Geografía
Hewitt se encuentra ubicada en las coordenadas 44°38′33″N 90°6′18″O / 44.64250, -90.10500. Según la Oficina del Censo de los Estados Unidos, Hewitt tiene una superficie total de 2.46 km², de la cual 2.46 km² corresponden a tierra firme y (0%) 0 km² es agua.

## Demografía
Según el censo de 2010, había 828 personas residiendo en Hewitt. La densidad de población era de 336,87 hab./km². De los 828 habitantes, Hewitt estaba compuesto por el 98.55% blancos, el 0% eran afroamericanos, el 0% eran amerindios, el 0.97% eran asiáticos, el 0% eran isleños del Pacífico, el 0.12% eran de otras razas y el 0.36% pertenecían a dos o más razas. Del total de la población el 0.97% eran hispanos o latinos de cualquier raza.